# Nikifor Kaltchenko
Nikifor Kaltchenko était un homme d'État ukrainien, Premier ministre de 1954 à 1961.

## Biographie

### Carrière politique
Membre du Comité central du Parti communiste d'Ukraine (1938-1981), Membre du Soviet suprême de l'URSS en 1941-1946 puis 1950-1979. Héros du travail socialiste en 1976.